# 교향곡 9번 (본 윌리엄스)
《교향곡 9번 마단조》( Symphony No.9 in E minor)는 본 윌리엄스의 최후의 교향곡이다. 1956년 초에 작곡에 착수하여 1957년 11월에 완성됐다. 

## 작곡
이 작품은 베토벤, 슈베르트, 슈포어, 드보르자크, 브루크너, 말러, 글라주노프 등에서도 마지막 교향곡의 번호였던 제9번으로서 본 윌리엄스 역시 그 미신적 신화, 즉 제9번이 마지막 교향곡이 된다는 운명적 신화 (9번 교향곡의 저주)를 깨뜨리지 못하고 말았다. 그는 이 작품을 완성한 이듬해인 1958년 8월에 세상을 떠났다. 
이 작품 역시 교향곡 8번과 마찬가지로 특정한 표제를 가지지는 않은나, 그가 이 작품을 처음 구상할 때에는 표제 음악으로 만들 생각을 가졌던 것으로 보인다. 그러한 흔적은 1악장 스케치에 ‘웨섹스 전주곡’이라 적혀 있고, 4악장 스케치에는 ‘풍경’이라는 제목이 붙어 있는 점 등이다. 여기에 있는 웨섹스는 오늘날의 도세셔 지방으로서 영국 출신의 문필가인 토마스 하디(Thomas Hardy)가 자신의 작품의 무대로 자주 등장 시킨 곳이다, 본 윌리엄스 또한 영국 남부의 솔즈베리 평원 혹은 스톤헨지가 있는 월트셔를 사랑했으며, 역시 도세셔 지방의 풍물에 각별한 호감을 가지고 있었다. 그는 젊었을 때부터 민요 채집을 위해 그곳에 자주 갔을 뿐 아니라 세상을 떠나기 직전에도 솔즈베리를 방문했다.
작곡가 자신은 “교향곡 9번의 표제는 작곡 도중에 없어져 버렸다”고 말하고 있는 바, 그가 처음에 의도했던 바와는 달리 이 작품에서는 절대음악적 요소가 지배적이다. 앞서의 8번이 보여주는 유쾌함이나 유머의 가벼움과는 달리 휠씬 더 침울한 작품이며, 훨씬 영웅적이고 명상적이며, 도전적이고 동경적으로 빠져 들며 그 음들이 주는 느낌은 대부분이 공상적이다. 1악장은 진정한 소나타 형식은 아니지만, 본윌리엄스의 가장 깊은 내면의 토로이고, 특히 조성적 화성적 모순에 대한 그의 감각을 잘 드러내 보여준다. 첫 주제의 내림조로의 경햐은 ‘단조보다 더욱 단조스럽게’ 연주될 것을 요구하며, 이 마지막 시기의 그의 어법에 대한 통찰력을 부여해 주는 요소이기도 하다. 이 작품 또한 에필로그를 가지지 않으며 1악장에서는 주제들이 교묘하게 상호 침투해 들어가고 〈남극교향곡〉에서부터 비롯된 기법으로서 날카로운 대조를 보이는 음악적 아이디어들을 거의 무신경하게 병렬시킴으로써 악곡을 구축해 나가기도 한다. 
오케스트레이션 또한 섬세하여 특히 악기의 지시를 세세한 부분까지 적어두고 있다. 예컨대 제1 색소폰은 불가결하지만, 다른 2개는 부득이한 경우에 클라리넷과 바순 성부에 적혀 있는 작은 음표로 대신 연주하도록 허용하고 있으며, 플뤼겔 호른에 대해서도 부득히한 경우에만 제1트럼펫 혹은 제2호른이 대신 연주하도록 하고 있다. 특히 이 파트를 코넷으로 대신 연주하지 않도록 하라는 주의와 정규의 플뤼겔 호른용 마우스피스를 사용하도록 지휘자가 지시하도록 주를 붙여 놓기도 했다. 이렇듯 특수 악기들의 활용이라든가 그 수수께끼 같은 어법등으로 보아 이미 형식적 속박의 굴레에서 벗어낫 본 윌리엄스의 음악세계가 펼쳐지기는 하지만, 궁극적으로 그 작풍은 보수적이다. 따라서 말러와 시벨리우스를 통해 이어져 온 낭만적 교향곡의 굵은 흐름의 마지막 중기가 끝나는 지점이 바로 본 윌리엄스의 마지막 작품인 교향곡 9번이 아닌가 한다. 
본 윌리엄스가 이 작품을 구상한 것은 그보다 훨씬 이전이겠으나, 본격적으로 작곡에 착수한 것은 1956년 벽두부터있다. 그리하여 이듬해인 1957년 11월에 완성하여, 그 이듬해인 1958년 4월 런던 로열 앨버트 홀에서 맬컴 서전트 경의 지휘와 로열 필하모닉의 연주로 초연을 보고는 그해 8월에 세상을 떠났다. 초연시의 반응은 이 작품이 보여주는 수수께끼같은 어법으로 인한 난해성으로 말미암아 별로 좋지 않았던 것으로 알려져 있다.

## 연주시간
- 약 35분

## 편성
- 목관악기: 피콜로, 플루트2, 오보에2, 잉글리시 호른, 클라리넷(내림 나)2, 베이스 클라리넷(내림 나), 바순2, 콘트라바순, 알토 색소폰(내림 나)2, 테너 색소폰(내림 나)2
- 금관악기: 호른4, 플뤼겔호른(내림 나), 트럼펫(내림 나)2, 트롬본3, 튜바
- 타악기: 팀파니, 글로켄슈필, 실로폰, 심벌즈, 큰 공, 탐탐, 저음의 종, 트라이앵글, 테너 드럼, 작은북, 큰북, 첼레스타
- 현악기: 하프2, 현악 5부

## 구성

### 제1악장
Moderato maestoso (적당히 빠르고 장엄하게) 마단조 4/4박자. 먼저 4마디 동안 E음이 지속되고, 이를 타고 바순과 베이스 클라리넷, 그리고 트롬본과 튜바가 묵직한 리듬의 주제를 연주한다. 이 주제의 기원에 대해 작곡자는 바흐의 〈마태 수난곡〉 첫머리의 오르간 성부에서 연유된 것이라고 말했다. 이어 고음현과 모관이 대선율을 제시하여 고조시키면, 제1클라리넷과 제2클라리넷에 의해 5도 카논의 제2주제가 이어진다. 여기에는 이 선율 자체를 변형한 대선율이 바이올린과 목관에 의해 얽혀 든다. 이어 이 대선율과 제1주제가 엵혀져 발전해 나가 다단조로 클라이맥스를 만든 후, 이어 이 대선율과 제1주제도 희미하게 재현되고는 전체적으로 침울한 악상이 지속되어 E단 3화음으로 악장을 마친다.

### 제2악장
Andante sostenuto (느리고 감정적으로) 사단조 4/4박자 ‘비브라토 없이’라는 지시와 함께 플뤼겔 호른에 의한 악구와 이에 대응하는 금관과 타악기의 포르테에 의한 음침한 울림에 의해 악장이 시작된다. 이어 여러 가지 재료들이 특정한 논리적 맥락없이 잇달아 나타난다. 그러나 여기에서도 지속적으로 금관과 타악기의 음침한 음형이 불안한 분위기를 유지한다.
이어 첫머리의 선율이 중개적 역할을 하여 모데라토 트란퀄로 3/4박자의 중간부가 시작된다. 여기에서는 현악군에 의해 피아니시모의 칸타빌레 선율이 주제로 등장하여 발전되다가, 하프의 글리산도에 의해 중간부를 마치고는 이어 첫 머리의 두 재료가 재현되고 중간부도 잠시 회상된 연후에, 첫머리의 선율이 플뤼겔 호른과 클라리넷의 유니즌에 의해 연주됨으로써 악장이 끝난다.

### 제3악장
Scherzo. Allegro pesante (스케르초. 빠르고 쾌활하게) 6/8박자. 이 악장에 대해서 작곡자는 주제적 발전의 악장이 아니라 병치의 악장이라고 말하고 있다. 그의 말대로 이 악장에서는 여러 가시 주제적 선율들이 잇달아 나타났다 사라지는 거의 풍자적이고 우스꽝스럽다고 할 수 있을 만큼 스케르초적인 악장이다. 색소폰에 의해 쉼표를 사이에 두어 익살스러운 느낌을 자아내는 주제를 첫 주제로 하여 5가지의 서로 다른 주제가 차려로 등장한다. 최초의 선율이 푸가토풍으로 발전되기도 하고, 트리오에 해당하는 선율을 색소폰이 연주하기도 하며, 동일한 악기들이 무리를 이루어 카텐차풍의 악구를 연주하기도 한다. 마지막에 작은북의 독주가 나타나 악장을 맺는다.

### 제4악장
Finale, Andante tranquillo (피날레. 느리고 조용하게) 6/8박자, 4/8박자. 이 악장은 크게 전반부와 후반부의 두 부분으로 나누어 볼 수 있는 바, 전반부에서는 3개의 악구가 나타나 지속되어 후반에서의 제1악장 소재의 재등장과 결합된다. 먼저 제1바이올린이 단선 선율을 연주하여 금관의 제1악구를 유도한다. 이 악구가 제시되는 동안 하프가 반주를 제공하여 색채각을 더해주고, 여기에 호른이 서정적인 선율을 이어 연주한다. 이것이 다시 제2악구와 제3악구로 연결되는데, 제3악구는 제1악장 첫머리의 금관군이 연주하는 선율과 뚜렷한 연관을 가지고 있다.
이어 후반부에 들어가면 먼저 G음이 유니즌으로 지속되고 그 위에 비올라가 칸타빌레의 선율을 연주한다. 여기에서는 제1악장의 재료를 비롯하여 전반부에서의 재료가 함께 다루어져 클라이맥스를 이루고는 현만이 남아 디미누엔도로 희미하게 화음을 연주함으로써 전악장을 마무리한다.

## 참고 문헌
- 《교향곡》 음악도서, 삼호출판사(명곡해설편찬위원회: 김방헌, 김정덕, 민경찬, 전지호)